# Калдер, Джон Найт
Джон Найт Калдер или Колдер (англ. John Knight Calder; 8 октября 1882, Ингерсолл, Канада — 16 ноября 1946, Дирборн, США) — американский инженер-строитель.

## Биография
С 1902 года работал в Питсбурге в компании American Bridge Company, занимаясь обеспечением безопасности конструкций и одновременно получая вечернее и заочное инженерное образование. В 1908 г. перешёл в известную американскую корпорацию Fuller Company, участвовал в строительстве сталелитейного завода в Гэри и в работах по изменению русла и течения реки Чикаго. В 1911—1915 гг. занимался инспекцией безопасности мостов и других инженерных конструкций в Чикаго. С 1915 г. работал в Торонто на машиностроительную компанию Allis Chalmers, с 1918 г. главный инженер на строительстве её завода в Шербруке. С 1924 г. работал на автомобильную компанию Ford, был одним из руководителей строительства крупнейшего завода компании «Ривер Руж», завершённого в 1928 году в Дирборне.
В 1929 году вошёл в число инженеров, приехавших в СССР вместе с Альбертом Каном для участия в организации крупного промышленного строительства. Работал главным инженером строительства Сталинградского тракторного завода. Участники работ с советской стороны в дальнейшем отзывались о Калдере как о добросовестном, квалифицированном специалисте. Был принят И. В. Сталиным; утверждается, что Сталин высоко оценил Калдера и выразил пожелание, чтобы о Калдере было написано литературное произведение. В том же 1929 году Калдера и его работу на протяжении нескольких месяцев изучал драматург Николай Погодин, основавший на этом опыте свою пьесу «Темп», впоследствии положенную в основу кинофильма «Весна двадцать девятого». В 1930 г. после завершения строительства в Сталинграде перебрался в Челябинск и возглавил строительные работы на Челябинском тракторном заводе. В последующие годы Калвер занимал высокие административно-консультативные посты в государственных ведомствах СССР.
Вернувшись в США в 1935 году, продолжил работать на фирму Форда. В частности, в начале 1940-х гг. руководил сооружением авиационного завода Уиллоу-Ран в Мичигане.